# تالار کارنگی

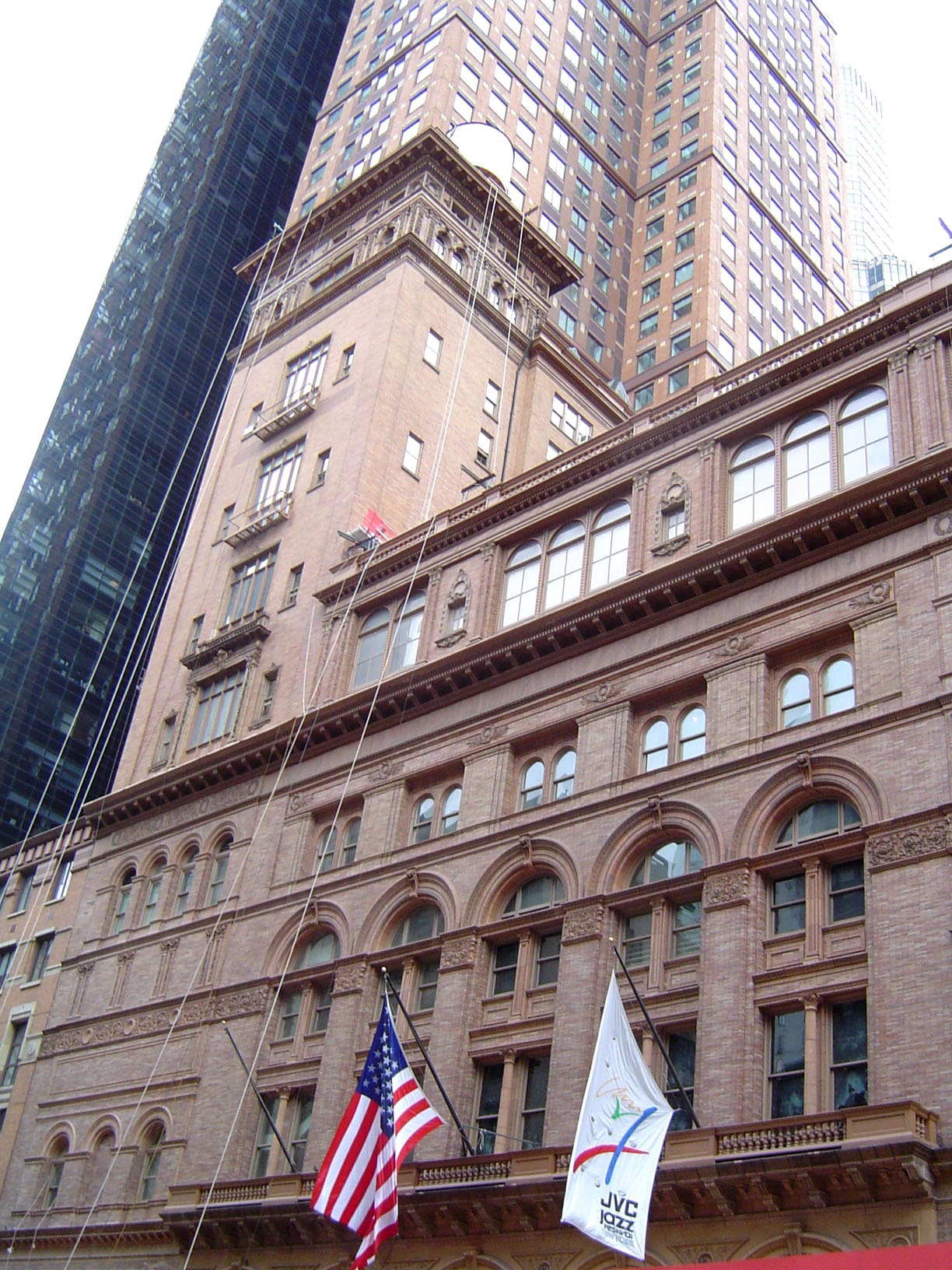
تالار کارنِگی

تالار کارنِگی (به انگلیسی: Carnegie Hall) یکی از تالارهای معروف و بزرگ اجرای کنسرت واقع در محله مَنهَتَن شهر نیویورک است. این تالار در شماره ۸۸۱ خیابان هفتم قرار دارد. این تالار را از بهترین تالارهای آمریکا برای اجرای موسیقی کلاسیک از نظر زیبایی و تاریخچه و از نظر بازتاب خوب صدا در آن دانسته‌اند.

## پیشینه
تالار کارنگی به نام کسی که هزینه ساخت آن را داد یعنی اندرو کارنگی نامیده شده‌است. ساخت آن در سال ۱۸۹۰ توسط ایزاک اِی. هاپر و شرکتش آغاز و اجرا شد. با اینکه ساختمان از آوریل ۱۸۹۱ مورد بهره‌برداری قرار گرفته بود ولی شب گشایش رسمی آن پنجم ماه مه بود که در آن شب پیتر چایکوفسکی کنسرتی را در آن اجرا نمود. کار بر روی ساختمان تا سال ۱۸۹۷ ادامه یافت.